# 派恩城鎮區 (明尼蘇達州派恩縣)
派恩城鎮區（英語：Pine City Township）是位於美國明尼蘇達州派恩縣的一個行政鎮區，於1874年設立。

## 地方資料
派恩城鎮區的面積為94.37平方千米，當中陸地面積為92.38平方千米，而水域面積為1.99平方千米。根據2020年美國人口普查的數據，當地共有人口1381人，而人口密度為每平方千米14.63人。